# Danh sách thành phố Afghanistan

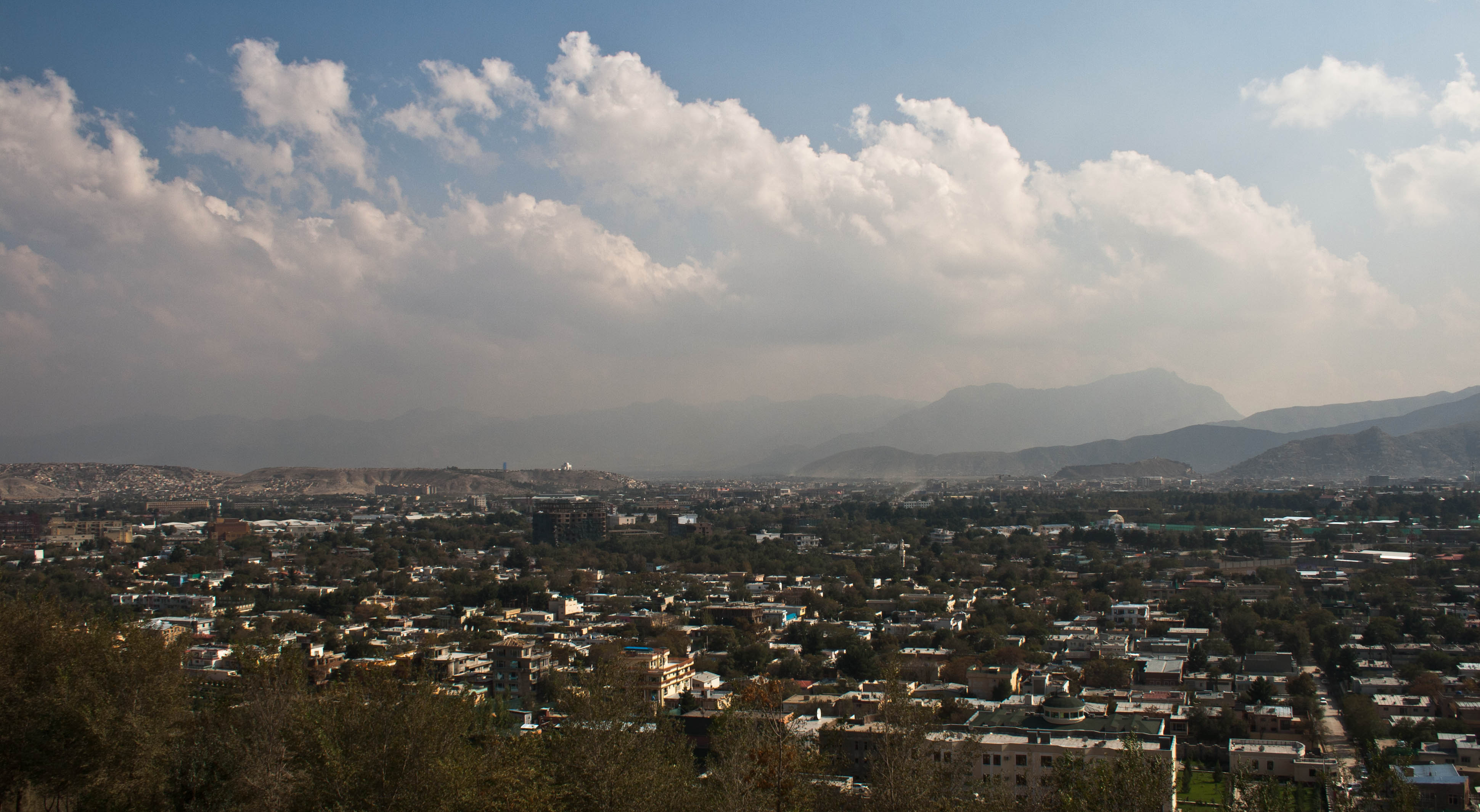
Một địa điểm tại Kabul, thủ đô đa sắc tộc và cũng là thành phố duy nhất tại Afghanistan trên 1 triệu dân

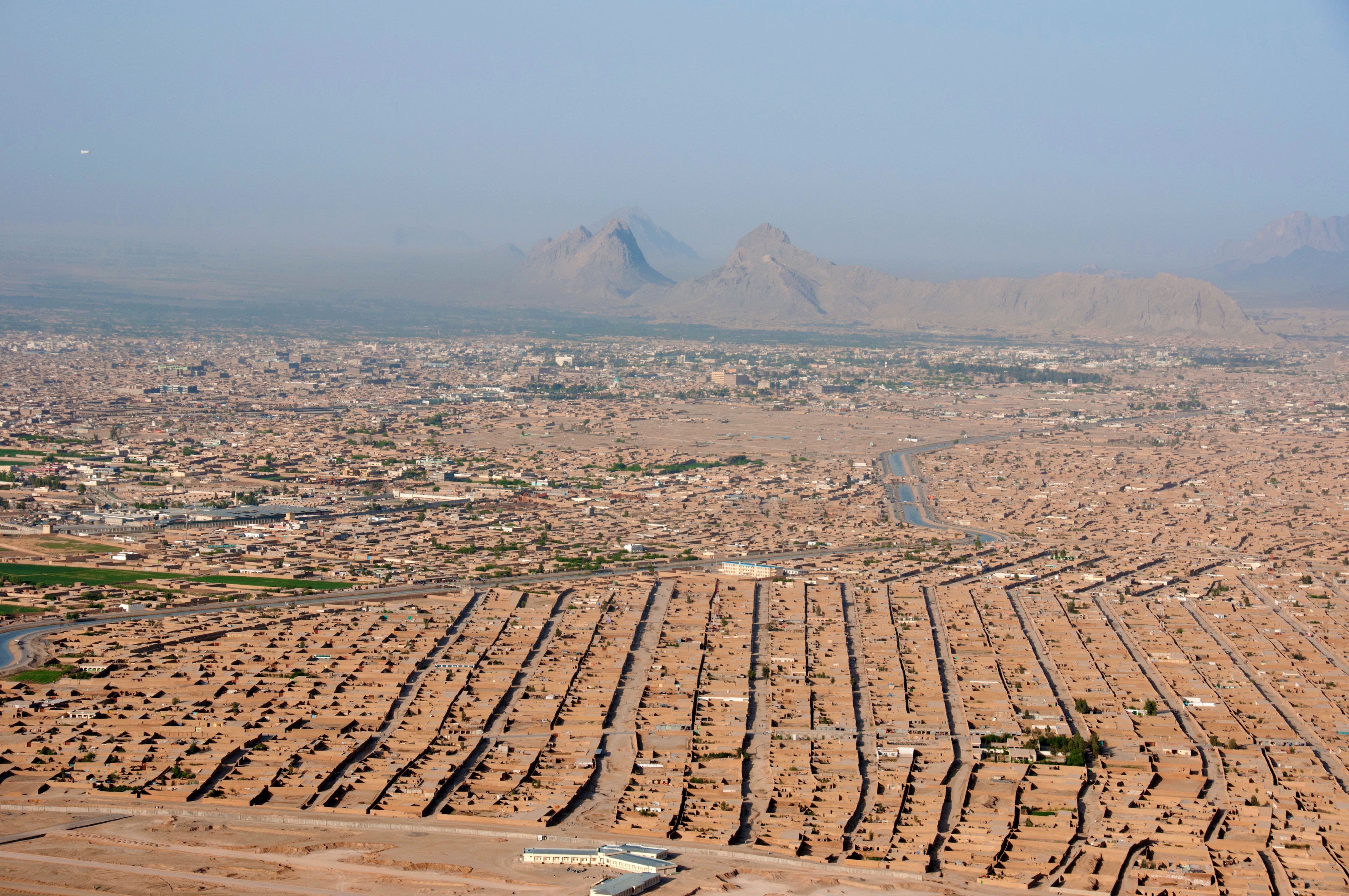
Kandahar, thành phố lớn thứ hai Afghanistan, nhìn từ trên không

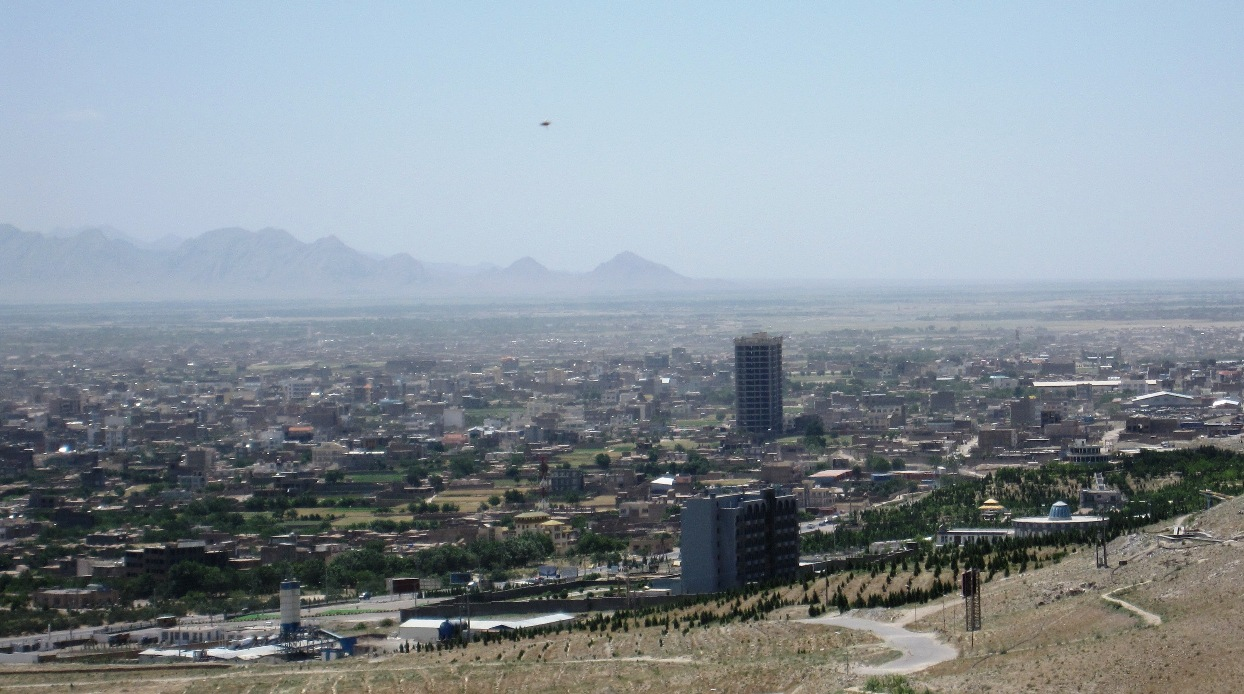
Herat, thành phố lớn thứ ba và toạ lạc ở phía tây Afghanistan

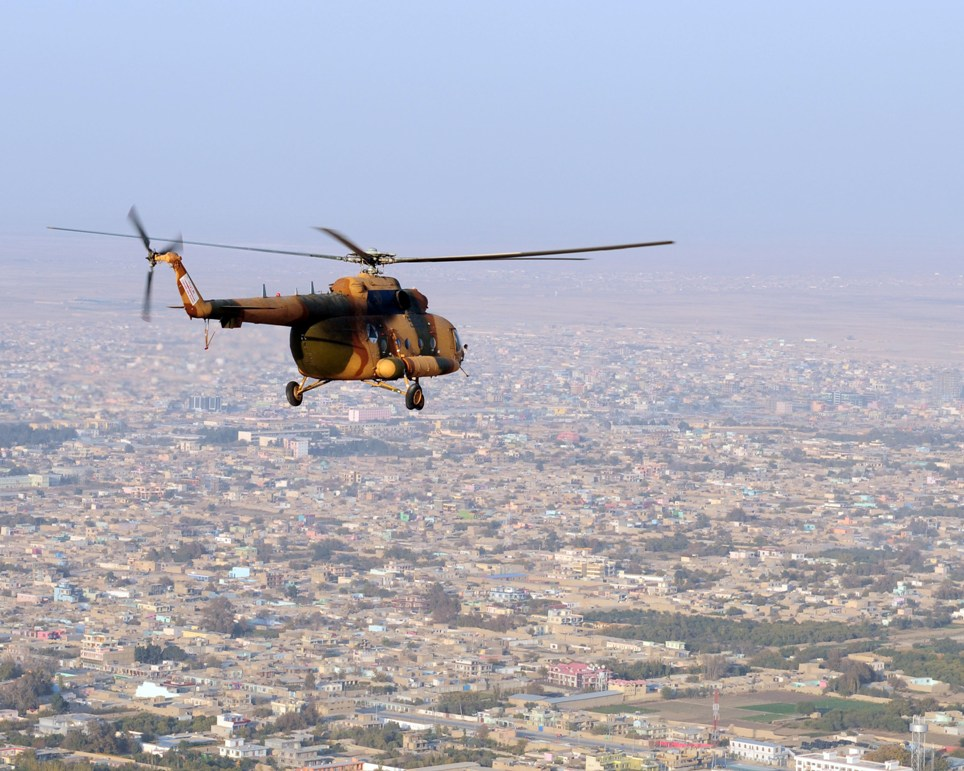
Mazar-i-Sharif, thành phố lớn thứ tư và nằm ở phía bắc Afghanistan

Thành phố duy nhất của Afghanistan có trên 1 triệu dân là thủ đô Kabul, còn lại là các thành phố và thị xã nhỏ hơn. Một cuộc điều tra toàn quốc mới đây của Tổ chức Thống kê Trung ương của Afghanistan ước tính tổng số người sống bên trong quốc gia này là 27,5 triệu. Trong đó có khoảng 6 triệu người sống tại đô thị còn lại sống ở nông thôn.
Bảng dưới đây liệt kê 19 thành phố của Afghanistan xếp theo dân số:
| Tên            | Số dân    |
| -------------- | --------- |
| Kabul          | 3.289.000 |
| Kandahar       | 491.500   |
| Herat          | 436.300   |
| Mazar-i-Sharif | 368.100   |
| Kunduz         | 304.600   |
| Taloqan        | 219.000   |
| Jalalabad      | 206.500   |
| Puli Khumri    | 203.600   |
| Charikar       | 171.200   |
| Sheberghan     | 161.700   |
| Ghazni         | 157.600   |
| Sar-e Pol      | 150.700   |
| Khost          | 133.700   |
| Chaghcharan    | 131.800   |
| Mihtarlam      | 126.000   |
| Farah          | 108.400   |
| Pul-i-Alam     | 102.700   |
| Samangan       | 100.500   |
| Lashkar Gah    | 100.200   |

## Tên cổ
Các tên cổ của các thành phố Afghanistan:
| Tên thành phố ngày nay | Tên cổ                          |
| ---------------------- | ------------------------------- |
| Kabul                  | Chabolo, Kophene, Gaofū, Kābūrā |
| Ghazni                 | Ghaznīn, Ghazna                 |
| Balkh                  | Bactra, Bokhdī                  |
| Herat                  | Haraiva, Harī, Aria             |
| Laghman                | Lampaka                         |
| Jalalabad              | Adinapur                        |
| Kandahar               | Arachosia                       |
| Lashkar Gah            | Bost hay Bust                   |

## Hình ảnh

Hình ảnh về các thành phố thị xã nhỏ của Afghanistan
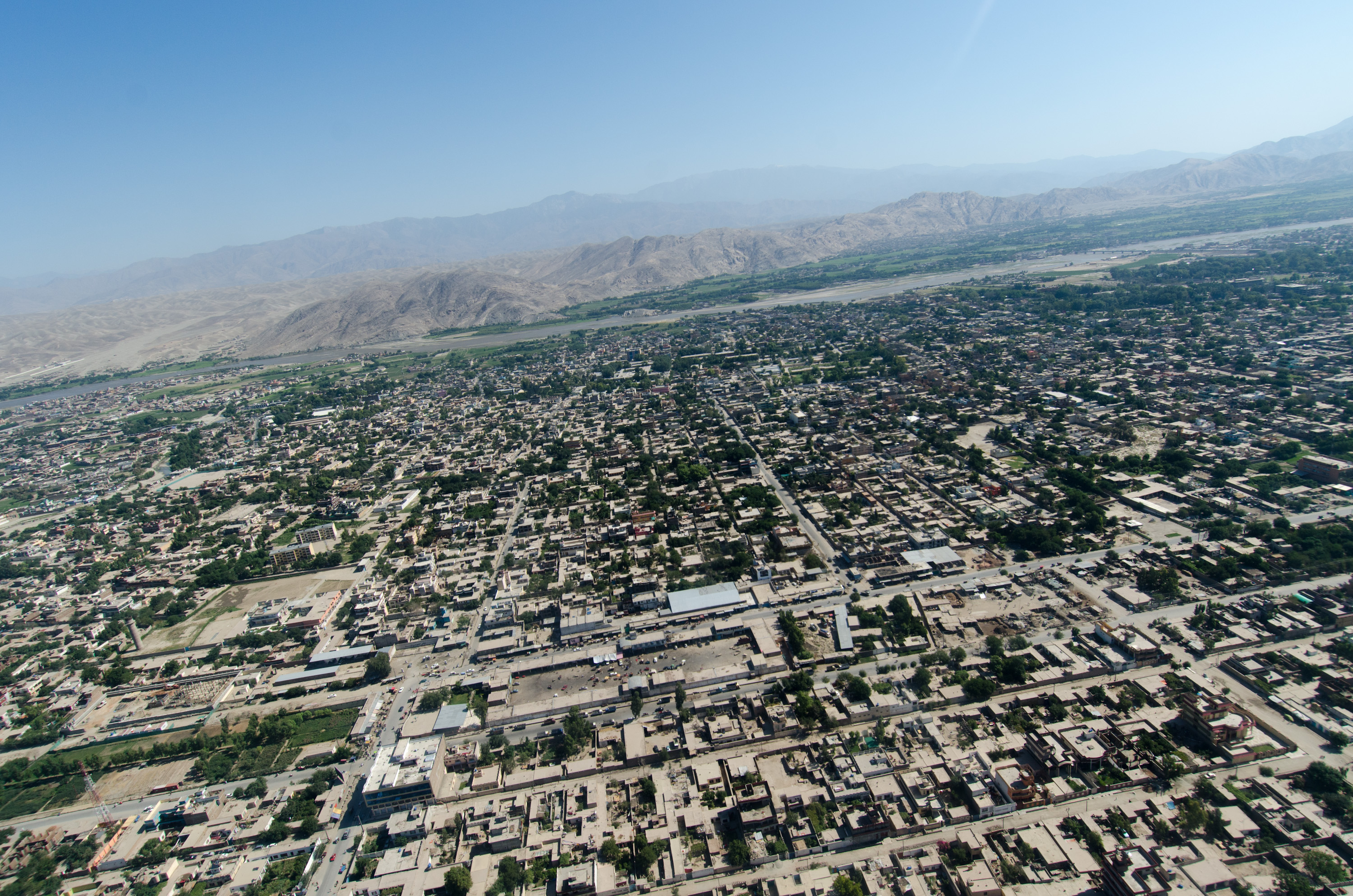
Jalalabad, thủ phủ tỉnh Nangarhar ở phía đông đất nước
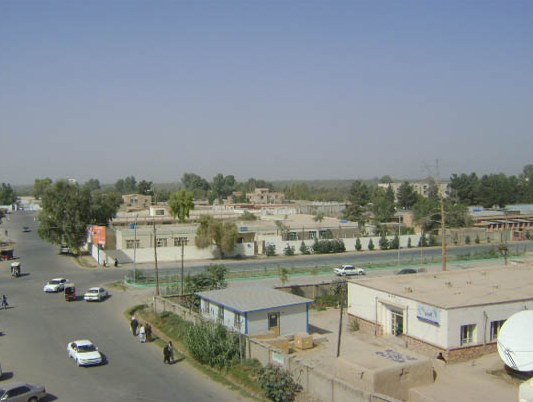
Lashkar Gah, thủ phủ tỉnh Helmand phía nam Afghanistan
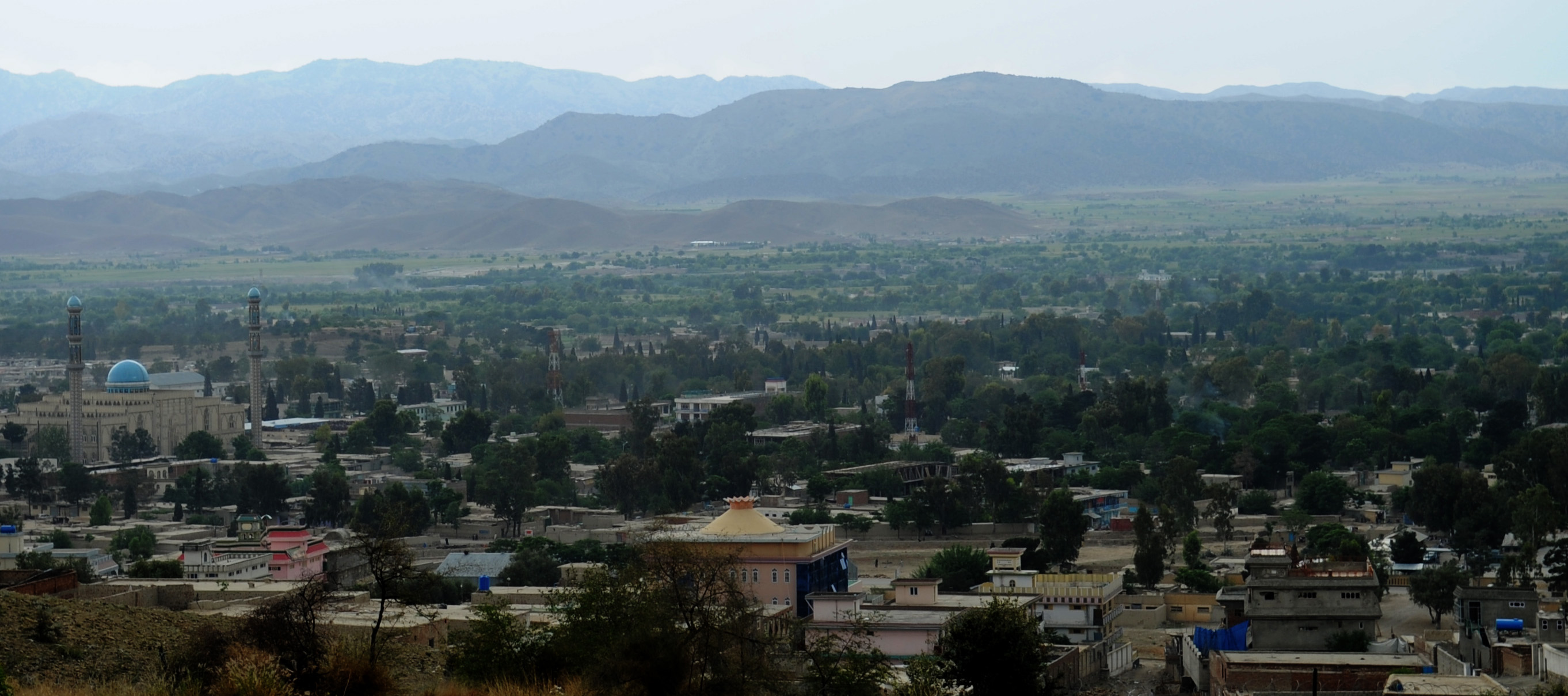
Khost, thủ phủ tỉnh Khost ở phía đông
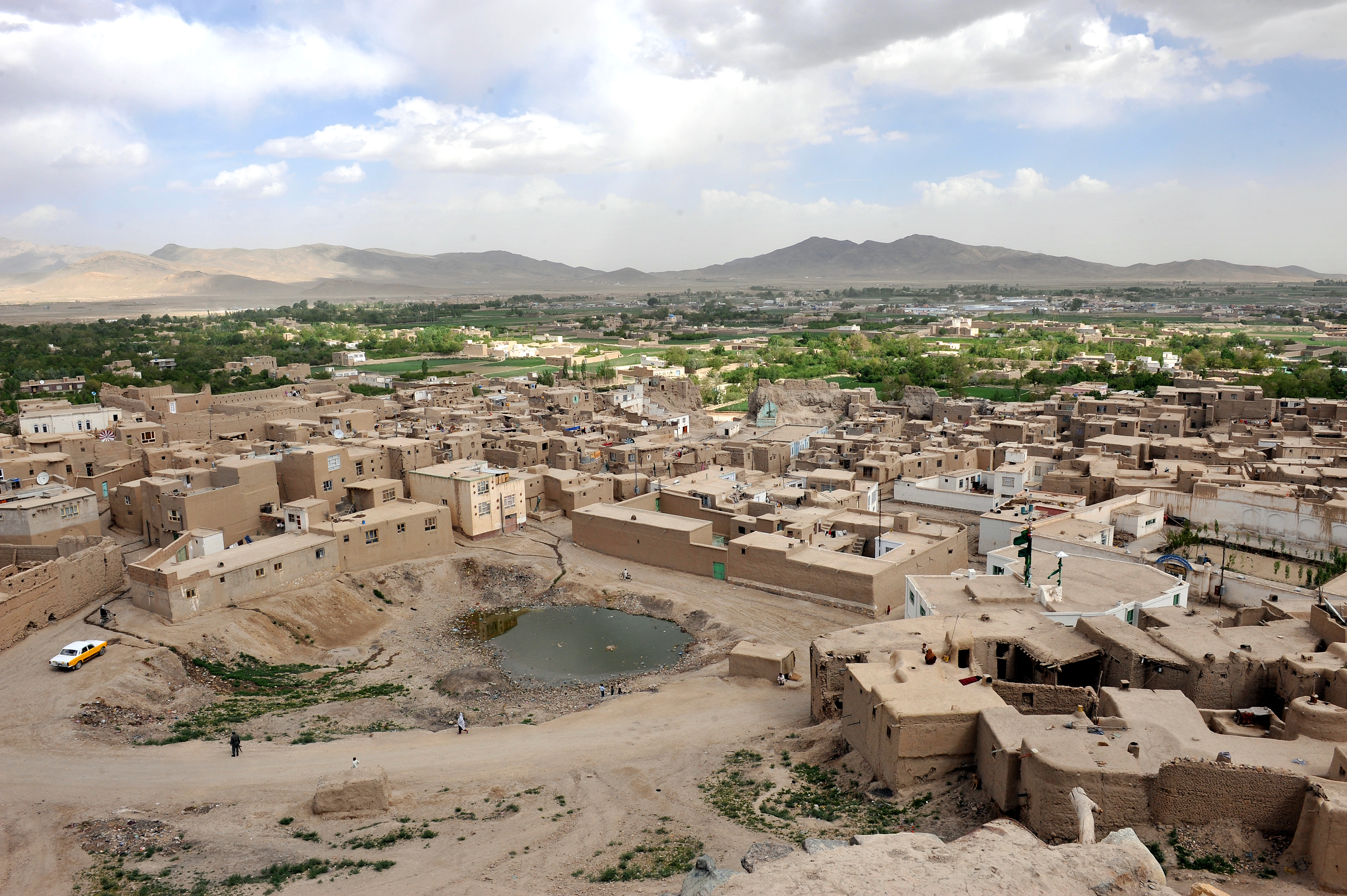
Ghazni, thủ phủ tỉnh Ghazni
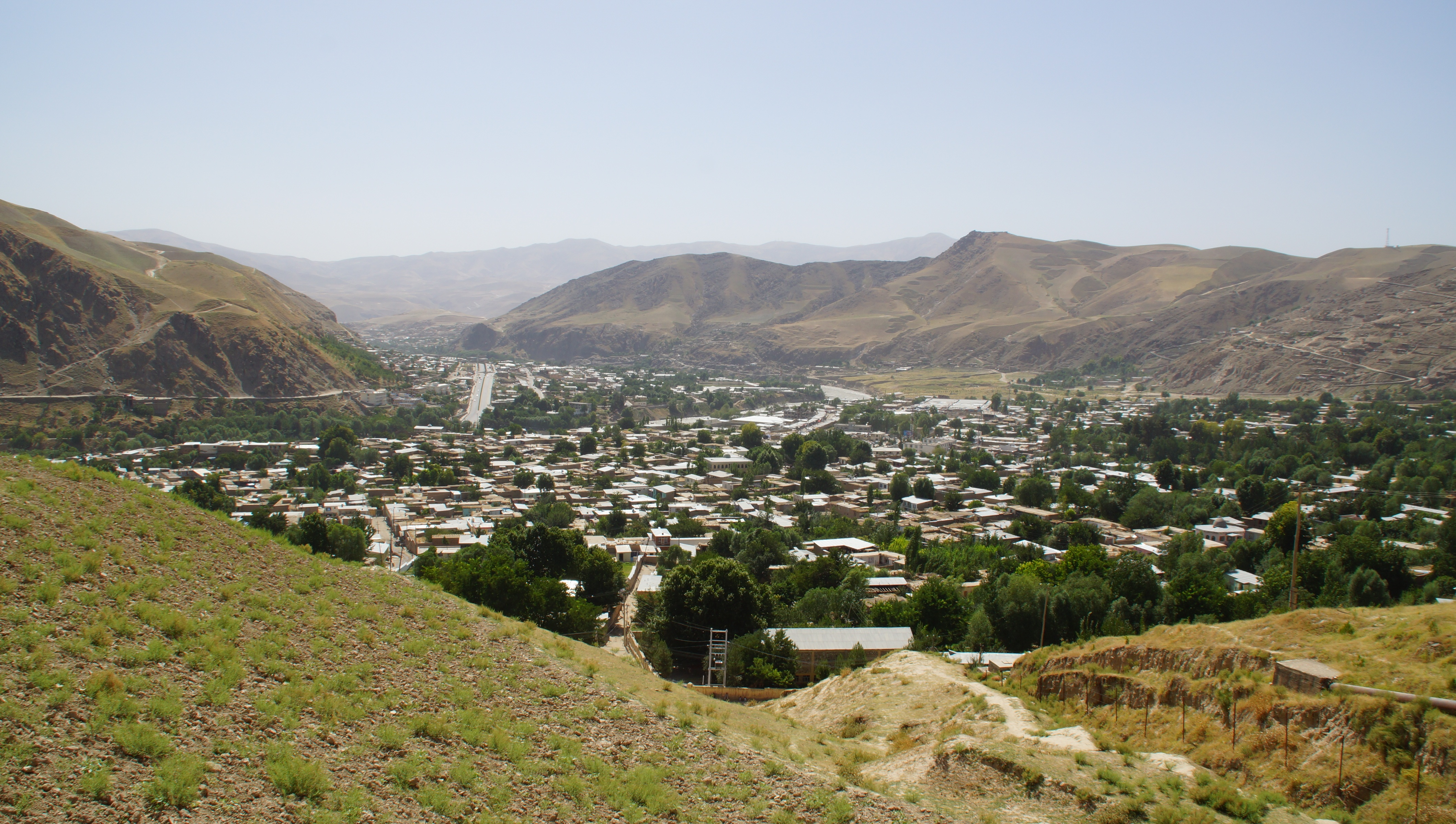
Fayzabad, thủ phủ tỉnh Badakhshan của Afghanistan
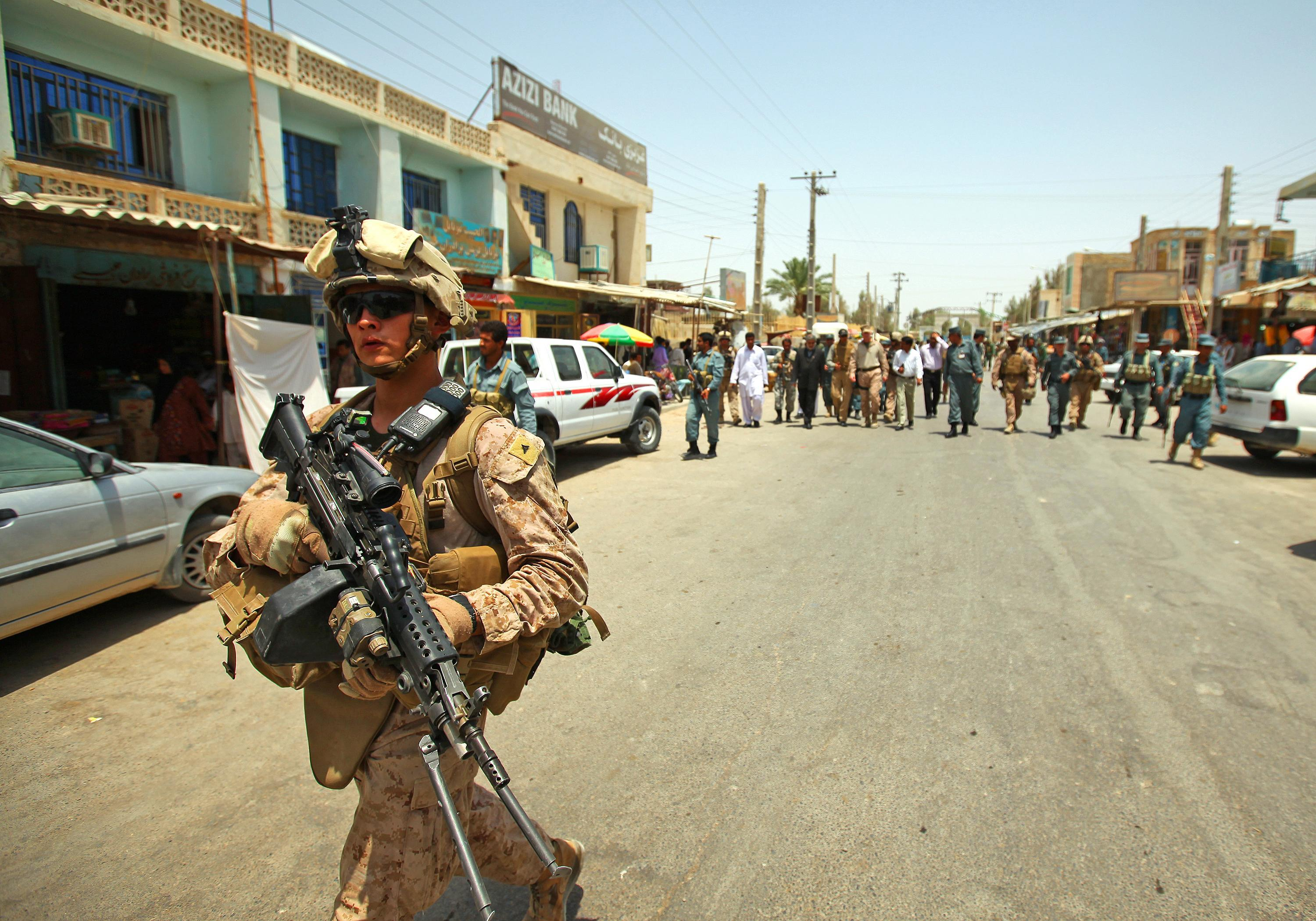
Zaranj, thủ phủ tỉnh Nimruz phía tây nam Afghanistan
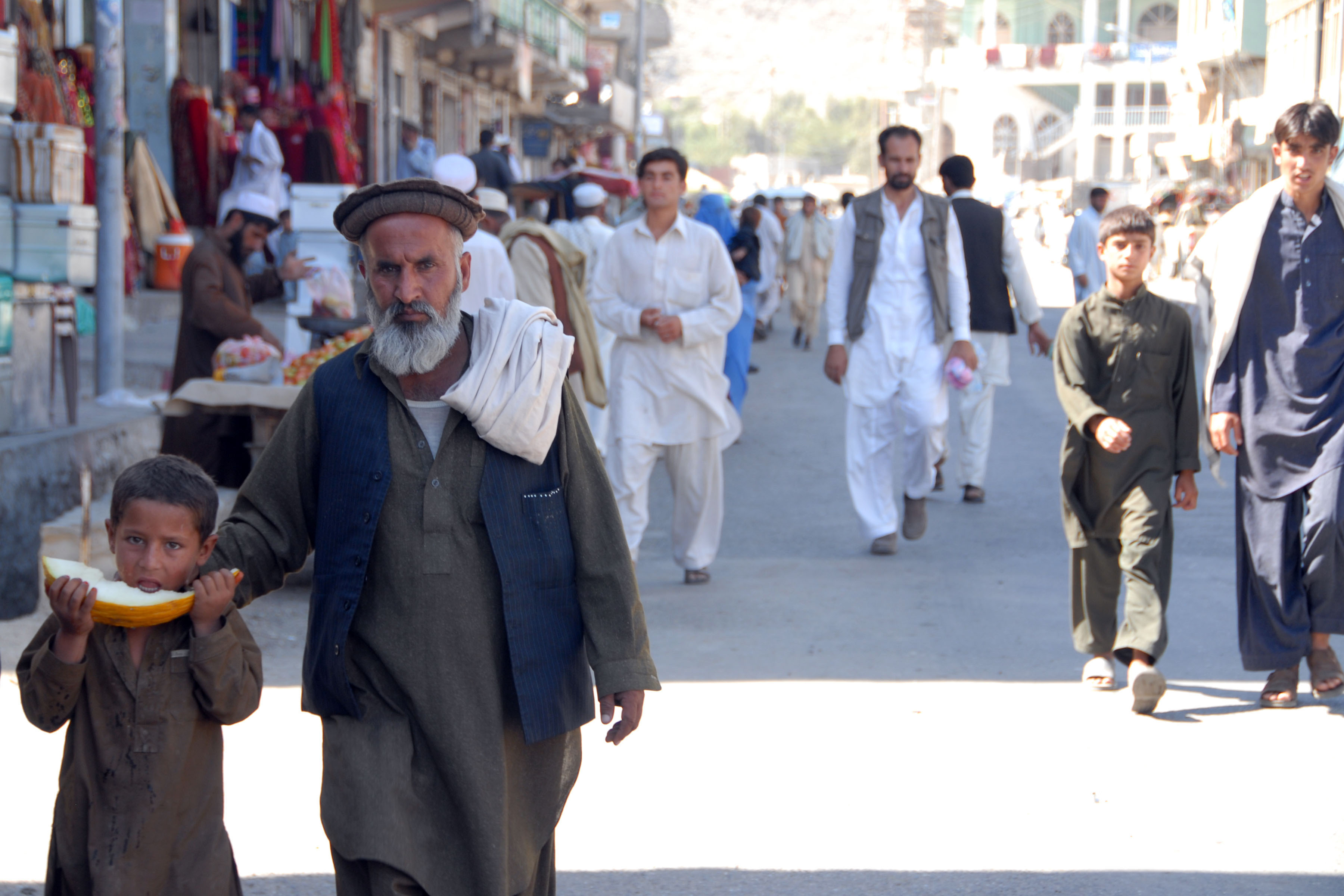
Asadabad, thủ phủ tỉnh Kunar ở phía đông